# Agnieszka Korniejenko
Agnieszka Korniejenko (ur. 5 kwietnia 1968, zm. 22 marca 2021) – polska historyk i teoretyk literatury i komparatystka.
Była pracownikiem Katedry Ukrainistyki Instytutu Filologii Wschodniosłowiańskiej Uniwersytetu Jagiellońskiego, a w latach 2006–2012 dyrektorem Instytutu Neofilologii Państwowej Wyższej Szkoły Wschodnioeuropejskiej w Przemyślu (ukrainistyka i anglistyka), ponadto zaś publicystką licznych czasopism, m.in. „Wprost”, „Dziennik Polski”, „Dekada Literacka”, „Krasnogruda”, „Znak”, „Dzerkało Tyżnia” (Kijów), „Krytyka” (Kijów), „Kresy”, „NaGłos”, „Warszawskie Zeszyty Ukrainoznawcze” i in.
Autorka przekładów XX-wiecznej poezji ukraińskiej.
Miejscem pochówku jest Cmentarz Podgórki Tynieckie (kolumbarium: B, kondygnacja: 2, nisza nr: 5).

## Publikacje
- Poezja Wasyla Stusa (wstęp, wybór i tłum. artykułów A. Korniejenko, tłum. poezji A. Korniejenko, J. Litwiniuk, B. Nazaruk, W. Woroszylski), Kraków: Universitas, 1996, 176 s., ISBN 83-7052-352-8
- Ukraiński modernizm: próba periodyzacji procesu historycznoliterackiego, Kraków: Universitas, 1998, 319 s., (seria: Horyzonty Nowoczesności: teoria, literatura, kultura; t. 3), ISBN 83-7052-853-8
- Pomarańczowa poezja, wybór i koment. Jakub Herold; tł. Agnieszka Korniejenko, Bydgoszcz: Instytut Wydawniczy "Świadectwo", 2005, 100 s., ISBN 83-7456-080-0
- Rozstrzelane odrodzenie, Kraków, Przemyśl: Towarzystwo Przyjaciół Nauk w Przemyślu, 2010, 272 s., ISBN 978-83-61329-03-9
- Pełzająca wojna, Kraków 2014, 127 s., ISBN 978-83-7595-841-6